# LoliRock
LoliRock es una serie animada francesa producida por Marathon Media y Zodiak Kids. Fue creada por Jean Louis-Vandestoc y escrita por Madellaine Paxson. Fue emitida en Francia el 18 de octubre del 2014 en France 3, y ha sido distribuida en diferentes canales de televisión de toda Europa. También fue licenciada en Estados Unidos, Canadá, Inglaterra y Australia con doblaje en inglés, la primera temporada fue publicada en Netflix el 1 de mayo del 2016.
En 2015, la serie fue renovada para una segunda temporada, misma que emitió sus primeros 15 episodios en Italia a través del canal DeA Kids entre el 5 y 23 de septiembre de 2016. Los 11 episodios restantes fueron estrenados por Netflix el 5 de enero de 2017, cuando fue publicada la temporada. En Francia, la temporada fue emitida entre el 13 de febrero y 2 de marzo de 2017 a través de France 4. 
Tras años sin noticias de la serie, el 21 de marzo de 2023 uno de los creadores de la serie (Jean-Louis Vandestoc) confirmó a través de su cuenta de Instagram la renovación de la serie para una tercera temporada, añadiendo también que su estreno sería aproximadamente en el año 2025.

## Argumento
Iris (voz de Lisa Caruso) es una chica adolescente  a quién le gusta cantar y ayudar a las personas. Sin embargo, cuando  canta, pasan extraños acontecimientos. Animada por su mejor amigo Nathaniel (voz de Hugo Brunswick), Iris audiciona para una banda de rock femenina, pero sus poderes destruyen la habitación y, más tarde, es atacada por dos desconocidos. Las juezas de la audición, Talia (voz de Kelly Marot) y Auriana (voz de Léopoldine Serre), la ayudan y le explican que, en realidad, es una princesa con poderes mágicos que debe salvar el reino de Ephedia de las garras de Gramorr (voz de Gilles Morvan). La única manera de salvarlo es dominar sus poderes y encontrar las Gemas del Oráculo de la Corona Real de Ephedia, los cuales están esparcidos a través de la Tierra. Sobre el curso de la serie, las tres chicas intentan vivir como adolescentes normales así como estrellas de rock de la banda "LoliRock", mientras entrenan a Iris en secreto y reuniendo las gemas. Pero cuándo Gramorr envía a los hermanos gemelos Praxina (voz de Karine Foviau) y Mephisto (voz de Nessym Guetat) para luchar contra ellas e invocando monstruos para causar caos, las chicas tienen que trabajar juntas como princesas mágicas.
En la segunda y tercera temporada, se unen dos chicas de Ephedia, Carissa (voz de Fanny Bloc) y Lyna (voz de Marie Nonnenmacher), quienes también son princesas mágicas, pero no son parte de la banda. Las chicas continúan obteniendo las Gemas del Oráculo mientras ayudan a los necesidados, pero Gramorr y los gemelos malvados continúan volviéndose más fuertes también. Cuándo obtienen la última gema de oráculo, Iris afronta la realidad de decir adiós a Nathaniel y regresar a Ephedia, pero cuándo Gramorr obtiene la gema final y está liberado, las chicas trabajan juntas para detenerlo en una última batalla.

## Episodios
| Temporada | Temporada | Episodios | Episodios | Emisión original      | Emisión original    |
| Temporada | Temporada | Episodios | Episodios | Inicio                | Final               |
| --------- | --------- | --------- | --------- | --------------------- | ------------------- |
|           | 1         | 26        | 26        | 18 de octubre de 2014 | 29 de abril de 2016 |
|           | 2         | 26        | 26        | 13 de febrero de 2017 | 2 de marzo de 2017  |
|           | 3         | 26        | 26        | 2025                  | -                   |

### Temporada 1 (2014-2016)
| # Serie | # Temp. | Título                         | Emisión original                       | Cód.   |
| ------- | ------- | ------------------------------ | -------------------------------------- | ------ |
| 1       | 1       | «Encontrar a una princesa»     | 18 de octubre de 2014                  | 101    |
| 2       | 2       | «Una promesa es una promesa»   | 25 de octubre de 2014                  | 109    |
| 3       | 3       | «El poder de las flores»       | 1 de noviembre de 2014                 | 102    |
| 4       | 4       | «Amor doble»                   | 8 de noviembre de 2014                 | 108    |
| 5       | 5       | «Una noche bajo las estrellas» | 13 de noviembre de 2014                | 116    |
| 6       | 6       | «Corte relámpago»              | 15 de noviembre de 2014                | 103    |
| 7       | 7       | «El tesoro del naufragio»      | 22 de noviembre de 2014                | 107    |
| 8       | 8       | «Xeris»                        | 29 de noviembre de 2014                | 106    |
| 9       | 9       | «Miedo a la oscuridad»         | 6 de diciembre de 2014                 | 113    |
| 10      | 10      | «La fuerza de la música»       | 3 de enero de 2015                     | 117    |
| 11      | 11      | «El cumpleaños»                | 10 de enero de 2015                    | 104    |
| 12      | 12      | «Shanila»                      | 17 de enero de 2015                    | 119    |
| 13      | 13      | «Una voz mágica»               | 31 de enero de 2015                    | 105    |
| 14      | 14      | «Bajo una estrella de suerte»  | 13 de abril de 2016                    | 111    |
| 15      | 15      | «Cosido con hilo negro»        | 14 de abril de 2016                    | 115    |
| 16      | 16      | «La vida de una estrella»      | 15 de abril de 2016                    | 110    |
| 17      | 17      | «La leyenda del lago Yness»    | 18 de abril de 2016                    | 118    |
| 18      | 18      | «Grimorio en venta»            | 19 de abril de 2016                    | 123    |
| 19      | 19      | «La casa de las sombras»       | 20 de abril de 2016                    | 122    |
| 20      | 20      | «Pies en la arena»             | 21 de abril de 2016                    | 114    |
| 21      | 21      | «Rifamanía»                    | 22 de abril de 2016                    | 120    |
| 22      | 22      | «Una velada magica»            | 25 de abril de 2016                    | 121    |
| 23      | 23      | «Problemas de memoria»         | 26 de abril de 2016                    | 112    |
| 24      | 24      | «Amenaza móvil»                | 27 de abril de 2016                    | 124    |
| 2526    | 2526    | «Ephédia»                      | 28 de abril de 201629 de abril de 2016 | 125126 |

### Temporada 2 (2017)
| # Serie | # Temp. | Título                          | Emisión original      | Cód.   |
| ------- | ------- | ------------------------------- | --------------------- | ------ |
| 27      | 1       | «Un recorrido mágico»           | 13 de febrero de 2017 | 201    |
| 28      | 2       | «Una buena acción»              | 13 de febrero de 2017 | 202    |
| 29      | 3       | «Mordida de amor»               | 14 de febrero de 2017 | 203    |
| 30      | 4       | «¿Un lindo gatito?»             | 14 de febrero de 2017 | 204    |
| 31      | 5       | «Loli-roja»                     | 15 de febrero de 2017 | 205    |
| 32      | 6       | «Un mensaje perturbador»        | 15 de febrero de 2017 | 206    |
| 3334    | 78      | «Búsqueda de identidad»         | 16 de febrero de 2017 | 207208 |
| 35      | 9       | «Una muñeca única»              | 17 de febrero de 2017 | 209    |
| 36      | 10      | «Multi-Amaru»                   | 17 de febrero de 2017 | 210    |
| 37      | 11      | «Rex 2.0»                       | 20 de febrero de 2017 | 211    |
| 38      | 12      | «A la sombra de una estrella»   | 20 de febrero de 2017 | 212    |
| 39      | 13      | «El silencio en la gira...»     | 21 de febrero de 2017 | 213    |
| 40      | 14      | «Un artista muy conocido»       | 21 de febrero de 2017 | 214    |
| 41      | 15      | «El rubí del Oriente»           | 22 de febrero de 2017 | 215    |
| 42      | 16      | «Loli-batido»                   | 22 de febrero de 2017 | 216    |
| 43      | 17      | «Ellira»                        | 23 de febrero de 2017 | 217    |
| 44      | 18      | «Lección privada de baile»      | 23 de febrero de 2017 | 218    |
| 45      | 19      | «La varita mágica»              | 24 de febrero de 2017 | 219    |
| 46      | 20      | «Recolectando el cristal negro» | 24 de febrero de 2017 | 220    |
| 47      | 21      | «Amnesia»                       | 27 de febrero de 2017 | 224    |
| 4849    | 2223    | «La coronación»                 | 28 de febrero de 2017 | 225226 |
| 50      | 24      | «El juego de las estatuas»      | 1 de marzo de 2017    | 223    |
| 5152    | 2526    | «La traición»                   | 2 de marzo de 2017    | 221222 |